# Индустрија пољопривредних машина Змај
Индустрија пољопривредних машина Змај или краће ИПМ Змај је српска компанија, са правним статусом јавно акционарско друштво, која се бави производњом машина за пољопривреду и шумарство. Основана је 23. октобра 1946. године. У време постојања СФРЈ била је позната по производњи комбајна, који су се извозили широм света. Верује се да се комбајнима "Змај 133" жњело 95% свих житарица у бившој Југославији.

## Историја
Фабрика Змај основана 1927. године као фабрика аероплана и хидроавиона. Године 1946, по завршетку Другог светског рата, фабрика је експропријацијом одузета власницима и мења делатност у фабрику пољопривредних машина. Искуство у високој технологији, стечено производњом авиона, омогућило је динамичан развој програма пољопривредних машина.
Почетак је обележен производњом једноставнијих пољопривредних машина. Освајање сложенијих машина убрзано је и лиценцним уговором са познатом светском компанијом Massey Ferguson. Производња комбајна је почела већ 1955. године, када је монтирано првих 10 комбајна МФ Змај-780 и 4 комбајна МФ-630. Већ идуће године произведено је 110 комбајна Змај-780. Први комбајн сопствене конструкције изашао је из производних погона 1961. године.
Крајем 2006. године Индустрија пољопривредних машина Змај је приватизована. После консолидације и модернизације до 2008. компанија запада у кризу, тако да је до 2011. овај некадашњи гигант готово пропао. Данас је Змај фабрика са 30-ак запослених радника и производном површином од 14.404m².

## Производни програм
Производни програм ИПМ Змај базира се на малим пољопривредним машинама и опреми. У производном програму ове фабрике налазе се:
- Полице и гондоле за продавнице[10]